# The Rezillos
The Rezillos ist eine Punkband, die 1976 in Edinburgh gegründet wurde. Die Musiker sind Autodidakten an ihren Instrumenten. Beeinflusst vom Glamrock spielten sie häufig Coverversionen, hatten aber auch eigene Hits, die sie in die Top 20 der britischen Charts brachten. Die Band löste sich im Dezember 1978 auf, formierte sich im Jahr 1979 neu unter dem veränderten Namen The Revillos und trat bis Mitte der 1990er Jahre immer wieder mit wechselnder Besetzung auf, bis die Mitglieder wieder getrennte Wege gingen. Seit dem Jahr 2001 tritt die Gruppe erneut als The Rezillos in Erscheinung. Seitdem spielen sie regelmäßig im Vereinigten Königreich, in Europa und in Übersee. 2015 wurde ihr Album Zero veröffentlicht.

## Geschichte

### The Rezillos von 1976 bis 1978
The Rezillos wurden 1976 zum größten Teil von Kunststudenten in Edinburgh als Rock-’n’-Roll-Band gegründet. Ihren ersten öffentlichen Auftritt hatte die achtköpfige Gruppe am 5. November 1976 im Edinburgh Teviot Row Student Union. Die Besetzung bestand damals aus Alan Forbes, der für den Gesang zuständig war, Dave Smythe am E-Bass, Jo Callis an der Leadgitarre, Mark Harris an der Rhythmusgitarre, Alasdair Paterson am Schlagzeug und Alistair Donaldson, der Saxophon spielte. Sheila Hynde und Gayle Warning waren für den Hintergrundgesang zuständig. Die beiden Frauen studierten Mode-Design und trugen auf der Bühne Kleidung im Mary Quant-Stil der 1960er Jahre. Musikalisch war die Band von Screaming Lord Sutch, The Dave Clark Five und die The Sweet beeinflusst. Einen ersten Erfolg erreichten The Rezillos mit der Single I Can’t Stand My Baby, die über das Independent-Label Sensible veröffentlicht wurde.
Bis Juli 1977 verließen Gayle Warning, Mark Harris und Dave Smythe die Band. Saxophonist Ali Donaldson übernahm den E-Bass. Die nun fünfköpfige Band unterschrieb einen Vertrag mit Sire Records und erreichte im August 1978 mit dem Lied Top of the Pops Platz 17 der britischen Single-Charts. Ihr Debütalbum Can’t Stand the Rezillos wurde, ebenfalls im August 1978, auf Platz 16 notiert. Nach der Veröffentlichung des Albums wurde Donaldson durch Simon Templar ersetzt, es kam jedoch immer wieder zu Reibereien unter den Musikern und die Band löste sich nach einer Abschiedstournee im Dezember 1978 auf. Ein Livedokument der Abschiedstournee, aufgenommen zwei Tage vor Weihnachten 1978, kam 1979 unter dem Titel Mission Accomplished… But the Beat Goes On auf den Markt und erreichte Platz 30 der britischen Albencharts.

### The Revillos von 1979 bis 1985
Alasdair Paterson, Jo Callis und Simon Templar formierten die Band Shake, während Alan Forbes und Sheila Hynde wiedervereint mit Mark Harris das Konzept der Rezillos weiterführten. Um aus dem Vertrag mit Sire entlassen werden zu können, änderten sie den Bandnamen in The Revillos. Als Schlagzeuger wurde Nicky Forbes aufgenommen, und den Bass spielte Felix. Die beiden Gogo-Tänzerinnen Cherie und Babs, die sich auch The Revettes nannten, übernahmen den Hintergrundgesang. In dieser Formation nahm die Band 1979 zwei Singles auf, Where’s the Boy for Me? und Motorbike Beat, und veröffentlichte sie über das Label Snatzo/Dindisc, einem Tochterunternehmen von Virgin Records.
Mitte 1979 verließ Harris die Band zu Gunsten einer anderen beruflichen Laufbahn und wurde durch den 17-jährigen Gitarristen Kid Krupa ersetzt, der auf dem Album Rev Up aus dem Jahr 1980 zu hören ist. Felix und Babs verließen die Band und Vince Spik und Drax kamen dazu. Die Revillos schlossen einen Vertrag mit dem Label Superville ab und veröffentlichten die Single She’s Fallen in Love with a Monster Man und 1983 das Album Attack!. Nach einer Reihe von selbstfinanzierten Konzerten in den Vereinigten Staaten trennte sich die Gruppe 1985 erneut.

### The Revillos von 1994 bis 1996
1994 gaben sie jedoch wieder, zusammen mit Kid Krupa an der Gitarre und Mekon am Bass, eine Serie von Konzerten in Japan. Dort entstand auch das Album Live & On Fire in Japan und die EP Yeah Yeah. Da das öffentliche Interesse an der Band zunahm, ergaben sich im Jahr 1996 einige Live-Shows in Großbritannien. Es wurde im Jahr 1996 die Kompilation From the Freezer, 1998 das Konzertalbum Totally Alive in London und 1998 die Anthropologie Attack of the Giant Revillos veröffentlicht.

### The Rezillos seit 2001
Danach war wieder Pause bis zum Jahr 2001, als Sheila Hynde, Alan Forbes, Jo Callis und Alasdair Paterson die Gruppe The Rezillos wieder aktivierten. Captain Oi! Records veröffentlichte 2003 bis dahin unveröffentlichte Songs als Album Jungle of Eyes. Im November 2012 wurde die Band mit dem schottischen Musikpreis Tartan Clef Award ausgezeichnet.
Vince Santini bzw. Vince Spik (eigentlicher Name Dennis Schiavon) starb 2024 im Alter von 63 Jahren.

## Diskografie

### Alben
| Jahr             | Titel                                      | Höchstplatzierung, Gesamtwochen, AuszeichnungChartsChartplatzierungen (Jahr, Titel, Platzierungen, Wochen, Auszeichnungen, Anmerkungen) | Anmerkungen  |
| Jahr             | Titel                                      | UK | Anmerkungen  |
| ---------------- | ------------------------------------------ | --- | ------------ |
| als The Rezillos |                                            | |              |
|                  |                                            | |              |
| 1978             | Can’t Stand the Rezillos                   | UK16 Silber · (10 Wo.)UK | Sire Records |
| 1979             | Mission Accomplished… But the Beat Goes On | UK30 (5 Wo.)UK | Livealbum    |

Weitere Alben
- 1980: Rev Up (The Revillos)
- 1983: Attack!
- 1993: Can’t Stand The Rezillos: The (Almost) Complete Rezillos
- 1995: Live & On Fire in Japan
- 1996: From the Freezer (Kompilation)
- 1998: Totally Allive in London
- 1999: Attack of the Giant Revillos (Anthropologie)
- 2003: Jungle of Eyes
- 2015: Zero

### Singles
| Jahr             | Titel Album                                  | Höchstplatzierung, Gesamtwochen, AuszeichnungChartsChartplatzierungen (Jahr, Titel, Album, Platzierungen, Wochen, Auszeichnungen, Anmerkungen) | Anmerkungen |
| Jahr             | Titel Album                                  | UK | Anmerkungen |
| ---------------- | -------------------------------------------- | --- | ----------- |
| als The Rezillos |                                              | |             |
|                  |                                              | |             |
| 1978             | Top of the Pops Can’t Stand the Rezillos     | UK17 (9 Wo.)UK |             |
| 1978             | Destination Venus                            | UK43 (4 Wo.)UK |             |
| 1979             | I Wanna Be Your Man Can’t Stand the Rezillos | UK71 (2 Wo.)UK |             |
| als The Revillos |                                              | |             |
|                  |                                              | |             |
| 1979             | Motor Bike Beat Rev Up                       | UK45 (6 Wo.)UK |             |

Weitere Singles
The Rezillos
- 1977: I Can’t Stand My Baby
- 1977: (My Baby Does) Good Sculptures
- 1979: Cold Wars (Live)
- 2009: No 1 Boy
- 2011: Out of This World
- 2012: Top of the Pops (Live)

The Revillos
- 1979: Where’s the Boy for Me?
- 1980: Scuba Scuba
- 1980: Hungry for Love
- 1981: She’s Fallen in Love with a Monster Man
- 1981: Bongo Brain
- 1981: Santa Claus Is Comin' to Town!
- 1982: Tell Him
- 1983: Bitten by a Love Bug
- 1984: Midnight
- 1994: Yeah Yeah
- 1996: Jack the Ripper
- 1998: 4 track E.P.